# Municipio de Washington (condado de Cass, Iowa)
El municipio de Washington (en inglés: Washington Township) es un municipio ubicado en el condado de Cass en el estado estadounidense de Iowa. En el año 2010 tenía una población de 274 habitantes y una densidad poblacional de 2,99 personas por km².

## Geografía
El municipio de Washington se encuentra ubicado en las coordenadas 41°22′24″N 95°5′53″O / 41.37333, -95.09806. Según la Oficina del Censo de los Estados Unidos, el municipio tiene una superficie total de 91.51 km², de la cual 91,47 km² corresponden a tierra firme y (0,05 %) 0,05 km² es agua.

## Demografía
Según el censo de 2010, había 274 personas residiendo en el municipio de Washington. La densidad de población era de 2,99 hab./km². De los 274 habitantes, el municipio de Washington estaba compuesto por el 98,18 % blancos, el 1,09 % eran afroamericanos, el 0,73 % eran de otras razas. Del total de la población el 1,46 % eran hispanos o latinos de cualquier raza.